# Ljudlogga
En ljudlogga är en kort ljudsignatur som en radiokanal använder för att påminna lyssnaren om vilken kanal som är på. Den läggs oftast in i eller mellan musik. 
Ett känt exempel är Sveriges Radio P3:s ljudlogga "Tjickan", som var i bruk 1993–2009.